# La Chamade
Pour l’article homonyme, voir La Chamade (film).
La Chamade est un roman publié par Françoise Sagan en 1965 aux Éditions Julliard. Il a été adapté au cinéma sous le même titre en 1968 par Alain Cavalier.

## Résumé
Lucile est belle, aime vivre d'oisiveté grâce à l'argent de son amant Charles, qu'elle accompagne à loisir au bar à prostitués, dans les cabarets, les dîners mondains du Paris des années 1960.
Antoine, rencontré dans une soirée, incarnera pour elle la beauté physique, l'amour fulgurant, la normalité d'un travail et de soucis matériels. Ne tolérant pas sa nature de femme oisive et qui ne veut s'attacher à rien ni personne, il tente de la faire changer, sans succès. Ils finissent par se séparer et elle retourne vers Charles, plus argenté certes, mais aussi respectueux de sa nature profonde.

## Incipit
L'incipit du roman est : « Elle ouvrit les yeux. Un vent brusque, décidé, s’était introduit dans la chambre. Il transformait le rideau en voile, faisait se pencher les fleurs dans leur grand vase, à terre et s’attaquait à présent à son sommeil. C’était un vent de printemps, le premier : il sentait les bois, les forêts, la terre, il avait traversé impunément les faubourgs de Paris, les rues gavées d’essence et il arrivait  léger, fanfaron, à l’aube, dans sa chambre pour lui signaler, avant même qu’elle ne reprît conscience, le plaisir de vivre. ».

## Thèmes
Fidèle à ses thèmes fétiches de l'oisiveté, la jeunesse dorée, l'argent facile et les voitures, Françoise Sagan livre une vue assez acerbe sur le milieu mondain, ses futilités, mais aussi une vraie histoire, le décryptage des sentiments contradictoires, et une analyse de ce que peut être la complicité entre deux amants.

## Éditions
- Paris, Julliard, 1965
- Paris, Le Livre de poche no 2751, 1970

On peut également trouver cette œuvre lue par l'actrice Sara Forestier aux éditions Thélème.

## Adaptation cinématographique
- 1968 : La Chamade, film français d'Alain Cavalier, avec Catherine Deneuve et Michel Piccoli